# Ascosphaera
Ascosphaera is een schimmelgeslacht van de familie Ascosphaeraceae van de ascomyceten. Het ascocarp is een kalkkleurige sporocyst.
De heterothallische schimmeldraden zijn vertakt en gesepteerd. De mannelijke hyfe produceert alleen papillen, maar geen seksuele organen zoals een antheridium, en de vrouwelijke hyfe produceert een ascogonium met een trichogyne. Uit het bevruchte ascogonium vormen zich ascogene hyfen. De haakvormende ascogene hyfen vormen een nutriocyst. De nutriocyst is eencellig en cyste-achtig en heeft een dubbele wand, die een kalkkleurige sporocyst vormt. De sporenzakjes liggen in groepen in sporenbollen, die elk omgeven zijn door één membraan. Een sporenbol kan twee tot honderden sporenzakjes bevatten. De sporenzakjes komen vrij in de sporocyst te liggen doordat de wand van de sporenbol in stukjes breekt. In de sporenzakjes zitten de kleine, gladde, doorzichtige ascosporen.

## Soorten
Volgens Index Fungorum telt het geslacht 27 soorten (peildatum maart 2022):
| Soortnaam                                | Auteur(s)                                  | Publicatiejaar |
| ---------------------------------------- | ------------------------------------------ | -------------- |
| Ascosphaera acerosa                      | Bissett, G. Duke & Goettel                 | 1996           |
| Ascosphaera aggregata                    | Skou                                       | 1975           |
| Ascosphaera apis (Bijencystzakjeszwam)   | (Maaßen ex Claussen) L.S. Olive & Spiltoir | 1955           |
| Ascosphaera asterophora                  | Skou                                       | 1982           |
| Ascosphaera atra (Zwarte cystzakjeszwam) | Skou & K. Hackett                          | 1979           |
| Ascosphaera callicarpa                   | A.A. Wynns                                 | 2013           |
| Ascosphaera celerrima                    | Skou                                       | 1988           |
| Ascosphaera cinnamomea                   | Skou                                       | 1988           |
| Ascosphaera duoformis                    | D.L. Anderson & N.L. Gibson                | 1998           |
| Ascosphaera fimicola                     | Skou                                       | 1975           |
| Ascosphaera flava                        | D.L. Anderson & N.L. Gibson                | 1998           |
| Ascosphaera fusiformis                   | Skou                                       | 1988           |
| Ascosphaera larvis                       | Bissett                                    | 1988           |
| Ascosphaera naganensis                   | Skou                                       | 1988           |
| Ascosphaera osmophila                    | Skou & J.E. King                           | 1984           |
| Ascosphaera parasitica                   | Skou                                       | 1988           |
| Ascosphaera pollenicola                  | Bissett                                    | 1988           |
| Ascosphaera proliperda                   | Skou                                       | 1972           |
| Ascosphaera scaccaria                    | Pinnock, R.B. Coles & B. Donovan           | 1988           |
| Ascosphaera solina                       | D.L. Anderson & N.L. Gibson                | 1998           |
| Ascosphaera subcuticularis               | D.L. Anderson & N.L. Gibson                | 1998           |
| Ascosphaera subglobosa                   | A.A. Wynns                                 | 2012           |
| Ascosphaera tenax                        | Skou & S.N. Holm                           | 1989           |
| Ascosphaera torchioi                     | Youssef & McManus                          | 2001           |
| Ascosphaera variegata                    | Bissett                                    | 1988           |
| Ascosphaera verrucosa                    | Skou                                       | 1988           |
| Ascosphaera xerophila                    | Skou                                       | 1988           |